# Крейг Форрест
Крейг Форрест (англ. Craig Forrest, нар. 20 вересня 1967, Коквітлам) — канадський футболіст, що грав на позиції воротаря насамперед за англійські «Іпсвіч Таун» та «Вест Гем Юнайтед», а також за національну збірну Канади, у складі якої — володар Золотого кубка КОНКАКАФ 2000 року. 

## Клубна кар'єра
Народився 1967 року в Коквітламі, Британська Колумбія, починав займатися футболом у місцевій команді «Коквітлам-Бель-Ейр». 1984 року габаритний голкіпер привернув увагу представників англійського «Іпсвіч Таун» і приєднався до молодіжної команди британців. 1986 року почав включатися до заявки головної команди клубу, проте у дорослому футболі дебютував наступного року, граючи на умовах оренди за «Колчестер Юнайтед» у четвертому англійському дивізіоні.
1988 року повернувся до «Іпсвіч Тауна», де отримав місце основного голкіпера на той час друголігової команди. 1992 року допоміг команді здобути перемогу у другому англійському дивізіоні і протягом наступних трьох сезонів грав за команду з Іпсвіча у щойно створеній Прем'єр-лізі. За результатами сезону 1994/95 команда втратила місце в елітному дивізіоні і наступний сезон канадієць провів у її складі знову у другому дивізіоні. Згодом протягом частини 1997 року перебував в оренді в «Челсі».
1997 року приєднався до лав іншого лондонського клубу «Вест Гем Юнайтед», у складі якого протягом наступних п'яти сезонів був здебільшого резервним воротарем, після чого 2002 року оголосив про завершення кар'єри гравця.

## Виступи за збірні
1987 року залучався до складу молодіжної збірної Канади.
1988 року дебютував в офіційних матчах у складі національної збірної Канади.
У складі збірної був учасником чотирьох розіграшів Золотого кубка КОНКАКАФ — 1991, 1993, 1996 і 2000 років. На останньому турнірі допоміг канадській команді стати континентальним чемпіоном, а сам був визнаний найкращим гравцем змагання. Також брав участь у розіграші Кубка конфедерацій 2001 року.
Загалом протягом кар'єри в національній команді, яка тривала 14 років, провів у її формі 56 матчів.

## Титули і досягнення
- Переможець Кубка націй Північної Америки: 1990
- Володар Кубка Інтертото (1):

«Вест Гем Юнайтед»: 1999
- Володар Золотого кубка КОНКАКАФ (1):

2000
- Найкращий гравець Золотого кубка КОНКАКАФ (1):

2000